# Fed Cup 2017 – zóna Asie a Oceánie
Zóna Asie a Oceánie Fed Cupu 2017 byla jednou ze tří zón soutěže, kterých se účastnily státy ležící v daných regionech, v tomto případě týmy ze států nacházejících se na asijském kontinentu a v Oceánii. Do soutěže zóny nastoupilo 20 družstev, z toho sedm účastníků hrálo v 1. skupině a dalších třináct pak ve 2. skupině. Součástí herního plánu byly také dvě baráže.

## 1. skupina
- Místo konání: Národní tenisové centrum Daulet, Astana, Kazachstán (tvrdý, venku)
- Datum: 8.–11. února 2017
- Formát: Sedm týmů bylo rozděleno do tříčlenného bloku A a čtyřčlenného bloku B, v nichž každé družstvo odehrálo vzájemné zápasy se zbylými účastníky. Vítězové obou bloků se střetli v duelu o postup do baráže o Světovou skupinu II pro rok 2018. Poslední družstva bloků sehrála zápas o udržení. Poražený pak sestoupil do 2. skupiny zóny Asie a Oceánie pro rok 2018.

| Nasazení                                                                                   | Nasazení                              | Nasazení                                              |
| 1. koš                                                                                     | 2. koš                                | 3. koš                                                |
| ------------------------------------------------------------------------------------------ | ------------------------------------- | ----------------------------------------------------- |
| 1. Thajsko (25.) 2. Čína (26.)                                                             | 1. Kazachstán (27.) 2. Japonsko (28.) | 1. Indie (35.) 2. Filipíny (37.) 3. Jižní Korea (40.) |
| V závorce je uvedeno umístění na žebříčku ITF; nasazení dle žebříčku ze 14. listopadu 2016 |                                       |                                                       |

### Bloky
|    | Blok A            | KAZ | KOR | THA |
| 1. | Kazachstán (2–0)  |     | 2–1 | 3–0 |
| 2. | Jižní Korea (1–1) | 1–2 |     | 3–0 |
| 3. | Thajsko (0–2)     | 0–3 | 0–3 |     |

|    | Blok B         | JPN | CHN | IND | PHI |
| 1. | Japonsko (3–0) |     | 3–0 | 3–0 | 3–0 |
| 2. | Čína (2–1)     | 0–3 |     | 3–0 | 3–0 |
| 3. | Indie (1–2)    | 0–3 | 0–3 |     | 2–1 |
| 4. | Filipíny (0–3) | 0–3 | 0–3 | 1–2 |     |

### Baráž
| Pořadí      | tým bloku A | výsledek | tým bloku B |
| ----------- | ----------- | -------- | ----------- |
| Postup      | Kazachstán  | 2–1      | Japonsko    |
| 3.–4. místo | Jižní Korea | 0–2      | Čína        |
| 5. místo    | —           | —        | Indie       |
| Sestup      | Thajsko     | 2–0      | Filipíny    |

### Konečné pořadí
| Umístění        | Tým         | Tým |
| Postup/1. místo | Kazachstán  |     |
| 2. místo        | Japonsko    |     |
| 3. místo        | Čína        |     |
| 4. místo        | Jižní Korea |     |
| 5. místo        | Indie       |     |
| 6. místo        | Thajsko     |     |
| Sestup/7. místo | Filipíny    |     |

Výsledek
- Kazachstán postoupil do baráže o účast ve Světové skupině II pro rok 2018,
- Filipíny sestoupily do 2. skupiny zóny Asie a Oceánie pro rok 2018.

## 2. skupina
- Místo konání: Stadion Pamir, Dušanbe, Tádžikistán (tvrdý, venku)
- Datum: 18.–23. července 2017
- Formát: Třináct týmů bylo rozděleno do čtyř bloků, z nichž tři měly po třech členech a blok D pak čtyři účastníky. Vítězové bloků se utkali o jediné postupové místo do 1. skupiny zóny Asie a Oceánie pro rok 2018 vyřazovacím systémem. Družstva, která skončila na dalších pozicích sehrála vzájemný zápas o konečné umístění ve druhé skupině.

| Nasazení                                                                              | Nasazení                                                                              | Nasazení                                                                                    |
| 1. koš                                                                                | 2. koš                                                                                | 3. koš                                                                                      |
| ------------------------------------------------------------------------------------- | ------------------------------------------------------------------------------------- | ------------------------------------------------------------------------------------------- |
| 1. Uzbekistán (50.) 2. Hongkong (57.) 3. Singapur (60.) 4. Indonésie (61.)            | 1. Malajsie (63.) 2. Turkmenistán (69.) 3. Pacifická Oceánie (71.) 4. Srí Lanka (76.) | 1. Írán (78.) 2. Pákistán (79.) 3. Kyrgyzstán (85.) 4. Nový Zéland (87.) 5. Tádžikistán (-) |
| V závorce je uvedeno umístění na žebříčku ITF; nasazení dle žebříčku z 24. dubna 2017 |                                                                                       |                                                                                             |

### Bloky
|    | Blok A             | UZB | NZL | TKM |
| 1. | Uzbekistán (2–0)   |     | 3–0 | 3–0 |
| 2. | Nový Zéland (1–1)  | 0–3 |     | 3–0 |
| 3. | Turkmenistán (0–2) | 0–3 | 0–3 |     |

|    | Blok B                  | HKG | OCE | IRI |
| 1. | Hongkong (2–0)          |     | 3–0 | 3–0 |
| 2. | Pacifická Oceánie (1–1) | 0–3 |     | 3–0 |
| 3. | Írán (0–2)              | 0–3 | 0–3 |     |

|    | Blok C         | MAS | SIN | PAK |
| 1. | Malajsie (2–0) |     | 3–0 | 3–0 |
| 2. | Singapur (1–1) | 0–3 |     | 3–0 |
| 3. | Pákistán (0–2) | 0–3 | 0–3 |     |

|    | Blok D            | INA | SRI | TJK | KGZ |
| 1. | Indonésie (3–0)   |     | 3–0 | 3–0 | 3–0 |
| 2. | Srí Lanka (2–1)   | 0–3 |     | 2–1 | 3–0 |
| 3. | Tádžikistán (1–2) | 0–3 | 1–2 |     | 2–1 |
| 4. | Kyrgyzstán (0–3)  | 0–3 | 0–3 | 1–2 |     |

### Baráž

#### Zápasy o 1. až 4. místo
|  | Semifinále 21. července 2017 | Semifinále 21. července 2017 | Semifinále 21. července 2017 |  |  | Finále 22. července 2017 | Finále 22. července 2017 | Finále 22. července 2017 |
|  |                              |                              |                              |  |  |                          |                          |                          |
|  | A                            | Uzbekistán                   | 2                            |  |  |                          |                          |                          |
|  | D                            | Indonésie                    | 1                            |  |  |                          |                          |                          |
|  |                              |                              |                              |  |  | A                        | Uzbekistán               | 1                        |
|  |                              |                              |                              |  |  | B                        | Hongkong                 | 2                        |
|  | B                            | Hongkong                     | 3                            |  |  |                          |                          |                          |
|  | C                            | Malajsie                     | 0                            |  |  |                          |                          |                          |

### Zápasy o 5. až 13. místo
| Pořadí       | tým bloku A  | výsledek | tým bloku D |
| ------------ | ------------ | -------- | ----------- |
| 5.–8. místo  | Nový Zéland  | 2–0      | Srí Lanka   |
| 9.–12. místo | Turkmenistán | 0–2      | Tádžikistán |
| 13. místo    | —            | —        | Kyrgyzstán  |

| Pořadí       | tým bloku B       | výsledek | tým bloku C |
| ------------ | ----------------- | -------- | ----------- |
| 5.–8. místo  | Pacifická Oceánie | 3–0      | Singapur    |
| 9.–12. místo | Írán              | 2–1      | Pákistán    |

### Konečné pořadí
| Umístění  | Tým          | Tým               | Tým | Tým |
| Postup    | Hongkong     | Hongkong          |     |     |
| 2. místo  | Uzbekistán   | Uzbekistán        |     |     |
| 3. místo  | Indonésie    | Malajsie          |     |     |
| 5. místo  | Nový Zéland  | Pacifická Oceánie |     |     |
| 7. místo  | Srí Lanka    | Singapur          |     |     |
| 9. místo  | Tádžikistán  | Írán              |     |     |
| 11. místo | Turkmenistán | Pákistán          |     |     |
| 13. místo | Kyrgyzstán   | Kyrgyzstán        |     |     |

Výsledek
- Hongkong postoupil do 1. skupiny zóny Asie a Oceánie pro rok 2018.